# Muscolo piramidale
Il muscolo piramidale è un piccolo muscolo posizionato nella parte inferiore del muscolo retto dell'addome, e si trova nella sua stessa guaina. Si prolunga in basso dalla linea alba, allargandosi e legandosi alla superficie superiore anteriore della sinfisi del pube. È assente su 1/6 degli individui. Il muscolo piramidale, se contratto tende la linea alba. 
È innervato dal nervo sottocostale (T12) e la sua contrazione tende la linea alba.